# Ruisseau de Liozargues
Le ruisseau de Liozargues est une  rivière du sud-ouest de la France, affluent de l'Ander sous-affluent de la Garonne par Truyère et le Lot.

## Géographie
De 12,8 km de longueur, le ruisseau de Liozargues prend sa source dans le département du Cantal commune de Valuéjols sous le nom de ruisseau de Brageac puis prend le nom de ruisseau de Nouvialle et se jette dans l'Ander en rive droite sur la commune de Roffiac.

## Départements et communes traversées
- Cantal : Valuéjols, Roffiac, Tanavelle.

## Principaux affluents
- Ruisseau de Chambeyrac : 2,6 km